# Estudos de histórias em quadrinhos
Estudos de histórias em quadrinhos é uma área de pesquisa acadêmica que foca nos quadrinhos (ou banda desenhada) e arte sequencial.
Os estudos de histórias em quadrinhos não devem ser confundidos com os aspectos técnicos da criação de quadrinhos. No caso, os estudos se relacionam com a teoria da criação dos quadrinhos (abordando os quadrinhos criticamente como arte) a escrita da historiografia dos quadrinhos (o estudo da história dos quadrinhos). A teoria dos quadrinhos também se relaciona com a filosofia dos quadrinhos, ou seja, o estudo da ontologia, epistemologia e estética dos quadrinhos, assim como a relação entre quadrinhos e outras formas de arte, e a relação entre texto e imagem em quadrinhos.
Os estudos em quadrinhos também estão relacionados com a crítica de quadrinhos, a análise e avaliação dos quadrinhos e o meio dos quadrinhos.

## Teoria dos quadrinhos
Na primeira metade do século XX, ocorreram eventuais investigações sobre os quadrinhos como uma forma de arte válida, especificamente em The 7 Lively Arts (1924), de Gilbert Seldes, Comics and Their Creators (1942), de Martin Sheridan, e The Early Comic Strip: Narrative Strips and Picture and Picture Stories in the European Broadsheet from c. 1450 to 1825, de David Kunzle. Na Europa, as primeiras tentativas de um sistema geral de semiótica dos quadrinhos foram os trabalhos de Roland Barthes (particularmente seu ensaio de 1964, "Rhetoric of the Image") e Umberto Eco (principalmente seu livro de 1964, Apocalípticos e Integrados). Já os estudos anglófonos nos Estados Unidos cresceram na cena acadêmica com os livros Quadrinhos e Arte Sequencial (1985), de Will Eisner, e Desvendando os Quadrinhos (1993), de Scott McCloud.
Mais recentemente, a análise de quadrinhos começou a ser realizada por cientistas cognitivos, sendo o mais proeminente Neil Cohn, que usou ferramentas da linguística para detalhar a estrutura teórica da "linguagem visual" subjacente dos quadrinhos e também usou experimentação psicológica de neurociência para testar essas teorias na compreensão real. Este trabalho sugeriu semelhanças entre a forma como o cérebro processa a linguagem e a forma como processa imagens sequenciais. As teorias de Cohn, contudo, não são universalmente aceitas, com outros estudiosos como Thierry Groensteen, Hannah Miodrag e Barbara Postema oferecendo entendimentos alternativos.

### No Brasil
A primeira iniciativa relacionada ao estudo dos quadrinhos no Brasil ocorreu em 1951, com a Primeira Exposição Internacional de Histórias em Quadrinhos, realizada em São Paulo e organizada por estudiosos como Álvaro de Moya, Reynaldo de Oliveira, Syllas Roberg, Miguel Penteado e Jayme Cortez. Além da exposição de desenhos originais de autores de diversos países, houve destaque para a tentativa de uma abordagem científica, buscando auxílio principalmente em teorias ligadas ao cinema.
Dentre os organizadores, apenas Moya seguiu a carreira acadêmica, sendo professor colaborador na ECA-USP de 1970 a 1991 e autor do livro Shazam! (1970), primeira antologia de textos críticos sobre quadrinhos no Brasil e que contou com o primeiro relato histórico sobre os quadrinhos nacionais, com menção aos principais autores e editores.
Contudo, o estudo acadêmico considerado pioneiro no Brasil ocorreu por volta de 1967 no Centro de Pesquisas da Comunicação Social da Faculdade Cásper Líbero, fundado por José Marques de Melo. Em um dos grupos deste centro, foi feito um levantamento do conteúdo dos gibis brasileiros, tendo o resultado sido publicado no livro Comunicação Social: teoria e pesquisa (1970). Além disso, na mesma época Melo também incluiu uma disciplina sobre histórias em quadrinhos na grade curricular dos cursos de Jornalismo e Editoração da ECA-USP, onde também instituiu, em 1990, o Núcleo de Pesquisa em História em Quadrinhos (atual Observatório de Histórias em Quadrinhos).

## Instituições acadêmicas
Os estudos em quadrinhos estão se tornando cada vez mais comuns em instituições acadêmicas em todo o mundo. Alguns exemplos notáveis incluem: Universidade Estadual de Ohio, Universidade da Flórida, Universidade de Toronto Mississauga, e University of California at Santa Cruz, entre outros. Na Grã-Bretanha, o crescente interesse em quadrinhos levou ao estabelecimento de um centro de estudos de quadrinhos, o Centro Escocês de Estudos de Quadrinhos (SCCS, na sigla em inglês) na Universidade de Dundee, na Escócia. Além de programas formais e graduações, é comum ver cursos individuais dedicados a quadrinhos e romances gráficos em diversas instituições de ensino.
A tese Culture and the Comic Strips, de Sol M. Davidson (Universidade de Nova Iorque) foi o primeiro Doutorado de quadrinhos em 1959. Na França, Jean-Christophe Menu recebeu um Doutorado em Arte e Ciências da Arte em 2011 pela Universidade Paris 1 Panthéon-Sorbonne após defender sua tese La bande dessinée et son double : langage et marges de la bande dessinée : perspectives pratiques, théoriques et éditoriales.

## Sociedades científicas
Além de sua presença em instituições acadêmicas, os quadrinhos também têm sido estudados em sociedades científicas interdisciplinares. A primeira associação estadunidense dedicada a apoiar o estudo da narrativa gráfica e da arte sequencial foi a Comics Studies Society (CSS), criada em 2014 durante a ICAF. Outras sociedades anglófonas que podem ser mencionadas são British Consortium of Comics Scholars (BCCS, criada em 2012 por Paul Davies), Scottish Centre for Comics Studies (SCCS) e Canadian Society for the Study of Comics (CSSC, criada em outubro de 2010 por Sylvain Rheault).

### Sociedades científicas nas Américas

#### Canadian Society for the Study of Comics
A primeira sociedade científica sobre quadrinhos no continente americano foi a Canadian Society for the Study of Comics (CSSC, "Sociedade Canadense para o Estudo de Quadrinhos" em inglês), também conhecida pelo nome em francês Société Canadienne pour l'Étude de la Bande Dessinée (SCEBD). É uma comunidade bilíngue de acadêmicos focada em discutir todos os aspectos dos quadrinhos como forma de arte e fenômeno cultural fundada em outubro de 2010 pelo professor Sylvain Rheault da Universidade de Regina. A CSSC é focada principalmente em estudos sobre os quadrinhos canadenses, mas é aberta para associados internacionais. Entre outras atividades, o CSSC/SCEBD organiza uma conferência acadêmica durante o Toronto Comic Arts Festival.

#### Associação de Pesquisadores em Arte Sequencial
Em 31 de março de 2012, a Associação de Pesquisadores em Arte Sequencial (ASPAS) foi fundada no Brasil em 31 de março de 2012 durante o 1º Fórum Nacional de Pesquisadores em Arte Sequencial (FNPAS), um evento promovido na cidade de Leopoldina. Além de eventos regulares, a ASPAS também promove diversas atividades acadêmicas, como o Encontro de Quadrinhistas com Trina Robbins, realizado em 2015 na Gibiteca Henfil, em São Paulo, e em 2017 na Universidade Federal do Rio de Janeiro.

#### Comics Studies Society
Em novembro de 2014, durante o Fórum Internacional de Artes em Quadrinhos (ICAF), o professor Charles Hatfield, da Universidade do Estado da Califórnia em Northridge, fez uma moção para criar a Comics Studies Society como uma associação interdisciplinar aberta a acadêmicos, não acadêmicos ou acadêmicos independentes, professores e alunos com o objetivo promover o estudo crítico dos quadrinhos.
Em uma reunião dentro do Billy Ireland Cartoon Library & Museum, o primeiro Comitê Executivo do CSS foi oficialmente votado e os principais focos do CSS foram definidos como "promover o estudo crítico dos quadrinhos, melhorar o ensino de quadrinhos e se envolver em conversas abertas e contínuas sobre os quadrinhos mundo". A CSS também publica a revista INKS (desde 2017), organiza a Conferência Anual da Comics Studies Society (desde 2018) e premia estudos, livros e artigos de quadrinhos com cinco prêmios anuais: o CSS Article Prize, o Hillary Chute Award for Best Graduate Student Paper, o Gilbert Seldes Prize for Public Scholarship, o Charles Hatfield Book Prize e o CSS Prize for Edited Book Collections.

## Conferências
Embora seja comum ocorrer apresentações dedicadas aos quadrinhos em conferências acadêmicas das mais variadas áreas, conferências inteiras dedicadas a esse assunto estão se tornando mais comuns. Algumas de maior destaque internacional são a International Comic Arts Forum (organizada pela Escola do Art Institute of Chicago), The International Bande Dessinée Society Conference (Universidade Metropolitana de Manchester), Sequential Art Studies Conference (Universidade de Tecnologia de Sydney), Festival of Cartoon Art (Universidade de Georgetown e Universidade Estadual de Ohio), Comics in Popular Culture conference (Universidade de Bowling Green State). e Conference on Comics and Graphic Novels (Universidade da Flórida).
O International Comic Arts Forum (ICAF), cuja primeira edição ocorreu em 1995 na Universidade de Georgetown, é considerado uma das primeiras iniciativas acadêmicas para o estudo dos quadrinhos. A alemã Gesellschaft für Comicforschung ("Sociedade para pesquisa em quadrinhos", em tradução livre) organiza conferências acadêmicas anuais desde 2006. A Comics Arts Conference também ocorre regularmente, desde 1992, em paralelo com a San Diego Comic-Con e a WonderCon.